# Ricardo Marmolejo
Ricardo Marmolejo Álvarez (Città del Messico, 29 marzo 1954) è un ex nuotatore messicano.
Ha partecipato ai Giochi di Monaco di Baviera 1972 e di Montréal 1976, disputando varie gare di farfalla.
Ha vinto 1 argento ed 1 bronzo ai Giochi Panamericani.
È il padre dell'anch'essa nuotatrice olimpica Adriana Marmolejo.